# 부투를리놉카

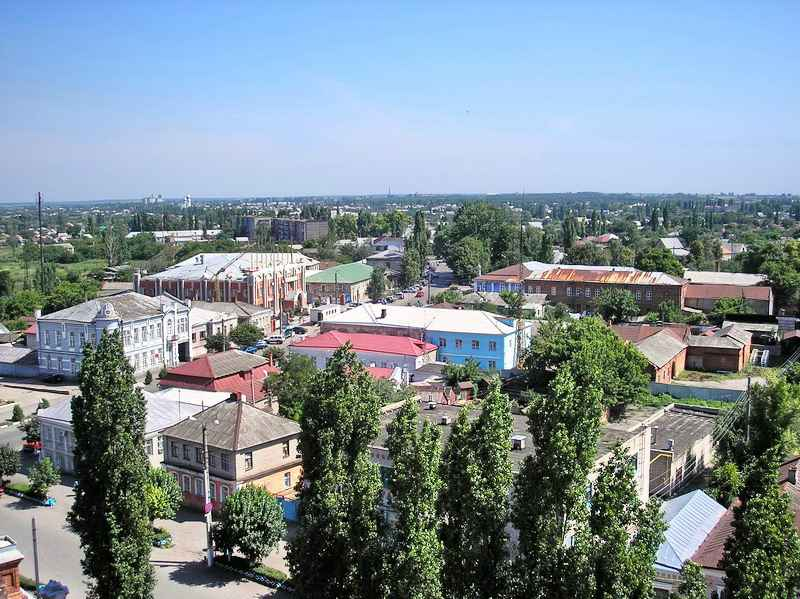

부투를리놉카(러시아어: Бутурлиновка)는 보로네시 주 부틀리놉스키 군의 중심지이다. 인구는 2만7,300명(2005), 면적은 37,72 km2이다.
이 도시는 오세레디 강(돈강의 지류)의 북쪽에 위치해 있고, 보로네시에서 남동쪽으로 242km 지점에 위치해 있다.
1740년에 지어졌다. 이 도시는 알렉산드르 부투를린(1694년 - 1767년)에서 유래되었다.

## 유명인
- 안드레이 세레브랸스키 (Андрей Порфирьевич Серебрянский, 1810년 — 1838년) — 시인
- 알렉산드르 부치쿠리 (Александр Алексеевич Бучкури, 1870년 — 1942년)
- 니콜라이 콜로디예프 (Николай Яковлевич Колодиев, 1909년 — 1940년)